# Schweiz i olympiska sommarspelen 1976
Schweiz deltog i de olympiska sommarspelen 1976 med en trupp bestående av 50 deltagare, 47 män och tre kvinnor, vilka deltog i 41 tävlingar i tolv sporter. Landet slutade på 20:e plats i medaljligan, med en guldmedalj och fyra medaljer totalt.

## Medaljer
| Medalj | Namn                                                                                | Sport    | Gren                         |
| ------ | ----------------------------------------------------------------------------------- | -------- | ---------------------------- |
| 1      | Christine Stückelberger                                                             | Ridsport | Individuell dressyr          |
| 2      | Christine Stückelberger Ulrich Lehmann Doris Ramseier                               | Ridsport | Lagtävlingen i dressyr       |
| 3      | François Suchanecki Michel Poffet Daniel Giger Christian Kauter Jean-Blaise Evéquoz | Fäktning | Herrarnas lagtävling i värja |
| 3      | Jürg Röthlisberger                                                                  | Judo     | Herrarnas halv tungvikt      |

## Cykling
Herrarnas linjelopp
- Richard Trinkler — 5:05:00 (→ 57:e plats)
- Hansjörg Aemisegger — fullföljde inte (→ ingen placering)
- Robert Thalmann — fullföljde inte (→ ingen placering)
- Serge Demierre — fullföljde inte (→ ingen placering)

Herrarnas tempolopp
- Walter Bäni — 1:08,112 (→ 8:e plats)

Herrarnas förföljelse
- Robert Dill-Bundi — 14:e plats

## Friidrott
Herrarnas 800 meter
- Rolf Gysin
  - Heat — 1:48,69 (→ gick inte vidare)

Herrarnas 5 000 meter
- Markus Ryffel
  - Heat — 13:46,07 (→ gick inte vidare)

Herrarnas längdhopp
- Rolf Bernhard
  - Kval — 7,79m
  - Final — 7,74m (→ 9th place)

## Fäktning
Herrarnas florett
- Patrice Gaille

Herrarnas värja
- Christian Kauter
- François Suchanecki
- Daniel Giger

Herrarnas lagtävling i värja
- Daniel Giger, Christian Kauter, Michel Poffet, François Suchanecki, Jean-Blaise Evéquoz

## Modern femkamp
Individuell tävling
- Serge Bindy